# Pink Water
Singles de Indochine
Adora Salômbo (Live)
Pistes de Alice & June
Black Page Adora
Pink Water est une chanson d'Indochine parue sur le double-album Alice & June en 2005.
Elle est chantée en duo avec le chanteur du groupe Placebo, Brian Molko qui chante en anglais.

Il existe trois versions de cette chanson : 
- Pink Water 2, où les paroles sont en anglais, en véritable duo avec Brian Molko. Cette version est en piste cachée sur l'album Alice et June 10 minutes après la dernière chanson Starlight
- Pink Water, paroles en français, chanté uniquement par Nicola Sirkis, sans Brian Molko. Cette version est celle qui est diffusée comme single à la radio.
- Pink Water 3, où les couplets sont en français, le refrain en anglais chanté par Brian Molko, le chanteur du groupe Placebo. C'est cette version qui est présente sur l'album Alice et June.

## Classements par pays
| Pays     | Meilleure position |
| -------- | ------------------ |
| France   | -                  |
| Belgique | -                  |
| Suisse   | -                  |
| Suède    | -                  |